# Antonio Porchia
Antonio Porchia (Conflenti, Catanzaro, Calabria, 13 de noviembre de 1885 - Vicente López, Buenos Aires, 9 de noviembre de 1968) fue un poeta italo-argentino autor de un único libro publicado titulado Voces.

## Biografía
Nacido en Conflenti, Calabria, fue el primero de los siete hijos de Francisco Porchia y Rosa Vescio. Dejó la escuela para sustentar a su familia tras la muerte de su padre en 1900 y en 1902 emigró a Argentina con su madre y cinco de sus seis hermanos. Llegó el 30 de octubre de 1902 a bordo del vapor Bulgaria a Buenos Aires desde Génova, donde se asentó junto a su familia en el barrio de Barracas. 
Durante sus primeros años en Argentina, trabajó como carpintero, tejedor de cestas y apuntador en el puerto. En 1918, se mudó a San Telmo, y en ese mismo año compró junto con su hermano una imprenta en la calle Bolívar en la que trabajó hasta 1936. 
Entró en contacto con movimientos anarcocomunistas y comenzó a militar en las filas de la FORA (Federación Obrera Regional Argentina) y llegó a colaborar en una publicación de izquierda llamada La Fragua, donde aparecieron por primera vez los aforismos que caracterizan su conversación cotidiana y que él más tarde compilaría en Voces. En 1940 fundó con un grupo de pintores y escultores anarquistas que había conocido en La Boca la Agrupación de Gente de Arte y Letras Impulso.
A principios de la década de 1950, Porchia se mudó a la calle Malaver del barrio de Olivos. De visita en casa de la familia García Orozco, resbaló de una escalera mientras podaba un árbol. Un golpe en la cabeza le produjo un coágulo que lo dejó en coma; fue a continuación operado y llegó a restablecerse. Ya repuesto, viajó unos días a Mar del Plata invitado por los García Orozco, donde tuvo una recaída previa a su defunción en  noviembre de 1968.

## Voces
En 1943 donó a la Sociedad Protectora de Bibliotecas Populares la edición preliminar de Voces. En 1948 hizo una segunda edición que incluyó más material. Un ejemplar de la primera edición fue leído por Roger Caillois, que durante la Segunda Guerra Mundial se encontraba en Argentina invitado por Victoria Ocampo y que sería el primero en traducir el poemario, e incluyó algunas de ellas en un número anual de Dits en Gallimard) y en la revista parisina La Licorne. André Breton dijo sobre él: El pensamiento más dúctil de expresión española es, para mí, el de Antonio Porchia, argentino. La Editorial Sudamericana en 1956 le ofreció a Porchia publicar Voces, con la exclusión de casi la mitad de las voces y la suma de voces nuevas. Esta edición fue la considerada «oficial» en su dedicatoria a Roger Caillois.
Sus epigramas han sido traducido al inglés por W.S. Merwin, al francés por Roger Caillois y al alemán.[cita requerida] En 1991, apareció por primera vez en España una amplia selección de sus Voces, realizada por Francisco José Cruz y con texto preliminar de Roberto Juarroz.